# Forme (zoologie)
En zoologie, le mot forme (forma en latin) est un terme strictement informel parfois utilisé pour décrire des organismes. Selon le Code international de nomenclature zoologique, ce terme n'a aucune valeur (il n'est pas accepté). En d'autres termes, bien que les noms de formes soient latins et qu'ils soient parfois ajoutés à tort à un nom binominal, dans un contexte zoologique, les formes n'ont aucune signification taxinomique.

## Utilisation du terme
Certains zoologistes utilisent la forme pour décrire des variations morphologiques chez les animaux, en particulier les insectes, dans le cadre d'une série de termes et d'abréviations annexés au nom binomial ou trinominal. De nombreux spécimens types peuvent être décrits, mais aucun ne doit être considéré comme absolu, inconditionnel ou catégorique. Les formes n'ont pas de statut officiel, bien qu'elles soient parfois utiles pour décrire des clines altitudinales ou géographiques. Contrairement au polymorphisme génétique, une sous-population est généralement constituée d'une seule forme à un moment donné.
- forma geographica - f. geogr. : si elle est utilisée, elle désigne aujourd'hui généralement une partie d'un cline ; par exemple pour les intergrades entre sous-espèces dans leur zone de contact ;
- forma localis - f. loc. : comme f. geogr. mais seulement locale, plus restreinte dans son occurrence ;
- forma alta - f. alt. : les caractéristiques altitudinales ne sont pas nécessairement héritées, mais peuvent être entièrement dues à l'environnement. Il en va de même pour les formes générées par la température ou l'humidité, comme la forme alta ;
- forma vernalis - f. vern. (forme printanière) ;
- forma aestivalis - f. aest. (forme estivale) ;
- forma autumnalis - f. autumn. (forme d'automne) ;
- aberratio - ab. : peut être utilisé pour un seul individu, pour un petit groupe tel qu'un individu et sa progéniture, ou pour des individus atypiques (par exemple, les albinos). S'utilise également pour les formes communément observées d'une espèce, mais dans ce cas l'utilisation de forma (f.) ou morpha, accompagnée d'un nom descriptif, est plus conventionnelle.

Un « morphe » est un concept similaire dont l'occurrence est moins restreinte. Comme ni les formes ni les morphes ne sont des terminologies officiellement reconnues en zoologie, l'application peut varier mais, en général, les morphes sont présents sans restriction géographique ou saisonnière et peuvent constituer une partie importante de la population ; habituellement, plusieurs morphes coexistent dans une même sous-population à un moment donné. La Phalène du bouleau (Biston betularia) en est un exemple célèbre.
La nomenclature botanique est beaucoup plus complexe, l'utilisation des variétés, des sous-variétés et des formes étant formellement réglementée par le Code international de nomenclature pour les algues, les champignons et les plantes.

## Autres rangs taxinomiques
Les rangs taxonomiques utilisés en systématique linnéenne pour indiquer la hiérarchie entre les taxons nommés dans la classification du monde vivant sont les suivants (par ordre décroissant) :
- Super-règne, Empire, Domaine (Superregnum, Imperium, Dominium)
- Règne (Regnum)
- Sous-règne (Subregnum)
- Rameau (Ramus, « branch » en anglais)
- Infra-règne (Infraregnum)
  - Super-embranchement, Super-division (Superphylum, Superdivisio)
  - Embranchement, Division (Phylum, Divisio)[3]
  - Sous-embranchement, Sous-division (Subphylum, Subdivisio)
  - Infra-embranchement (Infraphylum)
  - Micro-embranchement (Microphylum)
    - Super-classe (Superclassis)
    - Classe (Classis)
    - Sous-classe (Subclassis)
    - Infra-classe (Infraclassis)
      - Super-ordre (Superordo)
      - Ordre (Ordo)
      - Sous-ordre (Subordo)
      - Infra-ordre (Infraordo)
      - Micro-ordre (Microordo)
        - Super-famille (Superfamilia)
        - Famille (Familia)
        - Sous-famille (Subfamilia)
        - Super-tribu (Supertribus)
        - Tribu (Tribus)
        - Sous-tribu (Subtribus)
          - Genre (Genus)
          - Sous-genre (Subgenus)
          - Section (Sectio)
          - Sous-section (Subsectio)
            - Espèce (Species)
            - Sous-espèce (subspecies) – dernier rang zoologique officiel[4]
            - Variété (varietas) – race étant un rang zoologique informel[4]
            - Sous-variété (subvarietas) – sous-race étant un rang zoologique informel[4]
            - Forme (forma) dernier rang en mycologie – forme étant un rang zoologique informel
            - Sous-forme (subforma)